# Функція Буземана
Функція Буземана — тип функцій на метричному просторі. Грубо кажучи, функцію Буземана можна розглядати як «відстань до нескінченно віддаленої точки».

## Історія
Герберт Буземан увів ці функції під ча вивчення глобальних властивостей метричних просторів. Пізніше їх використано в теорії ймовірностей для дослідження асимптотичних перколяцій.

## Визначення
Нехай {\displaystyle (X,d)} — метричний простір. Назвемо променем криву {\displaystyle \gamma \colon [0,\infty )\to X}, яка мінімізує відстань скрізь уздовж своєї довжини, тобто для всіх {\displaystyle t,t'\in [0,\infty )} у природній параметризації виконується
{\displaystyle d{\big (}\gamma (t),\gamma (t'){\big )}={\big |}t-t'{\big |}}.
Функція Буземана для променя γ, {\displaystyle B_{\gamma }\colon X\to \mathbb {R} } визначається як границя
{\displaystyle B_{\gamma }(x)=\lim _{t\to \infty }{\big (}d{\big (}\gamma (t),x{\big )}-t{\big )}}

### Зауваження
- З нерівності трикутника випливає, що
{\displaystyle |d(\gamma (t),x)-t|\leq d(\gamma (0),x)}

для будь-якого {\displaystyle x\in X}. Разом з тим, функція
{\displaystyle t\mapsto d(\gamma (t),x)-t}
незростаюча. Тому функція Буземана завжди визначена для будь-якого променя {\displaystyle \gamma }.
- За великих {\displaystyle t} та фіксованого {\displaystyle x}
{\displaystyle d{\big (}\gamma (t),x{\big )}\approx t+B_{\gamma }(x).}

## Властивості
- У просторі Лобачевського, лінії рівня функцій Буземана утворюють орисфери.